# Drumuri în cumpănă
Drumuri în cumpănă este un film românesc din 1979 regizat de Virgil Calotescu. Rolurile principale au fost interpretate de actorii Mircea Albulescu, Gheorghe Dinică, Colea Răutu și Dorina Lazăr.

## Distribuție
Distribuția filmului este alcătuită din:
- Mircea Albulescu — Octavian Borcea, văcar la C.A.P., țăran harnic, dar individualist
- Gheorghe Dinică — Toader Onișor, instructorul Comitetului Județean de Partid
- Colea Răutu — Ion Cireș, președintele Cooperativei Agricole de Producție „23 August” (C.A.P.) din Zapalia
- Dorina Lazăr — Saveta, țărancă văduvă tânără, primărița comunei Zapalia
- Sergiu Nicolaescu — Ion Dobre, prim-secretarul Comitetului Județean de Partid
- Stela Popescu — Stela, țărancă văcăriță
- Costel Constantin — Axente Borcea, fiul cel mare al lui Octavian, care lucrează ca inginer agronom în părțile Dobrogei
- Ioana Ciomîrtan — Maria Borcea, văduva lui Artimon, mama bătrână a lui Octavian
- Dorina Done — Ioana Cireș, soția președintelui C.A.P.-ului
- Mariana Calotescu — Lucreția Borcea, fiica lui Octavian, sora lui Axente, Petre, Ion și Veanu
- Silviu Stănculescu — țăran cooperator, care cunoaște meșteșugul cioplirii lemnului
- Ernest Maftei — Tăcutu, țăran cooperator cu barbă albă
- Leni Pințea-Homeag — Livia („Livica”), țăranca văduvă din satul vecin cu care vrea să se căsătorească Octavian Borcea (menționată Leni Pințea)
- Vasile Nițulescu — ciobanul satului
- Maria Ploae — Lelia („Lelica”) Cireș, fiica lui Ion Cireș, soția lui Axente
- George Mihăiță — Veanu Borcea, fiul cel mic al lui Octavian, fost tractorist
- Dorel Vișan — Ion Borcea, fiul lui Octavian, inginer chimist la un combinat de îngrășăminte agricole
- Catița Ispas — Tărica, soția lui Petre Borcea
- Nucu Păunescu — Nucu, țăranul cooperator cu cușmă albă
- Constantin Rauțchi — nea Costică Toader, țăranul coperator care se angajează la ferma de stat
- Valentin Plătăreanu — directorul fermei de stat
- Ion Dichiseanu — Petre Borcea, fiul lui Octavian, inginer metalurgist, director al Combinatului de Oțeluri Speciale din Târgoviște
- Ion Cojar — Frâncu, fostul coleg de facultate al lui Petre Borcea, care a ajuns ministru
- Maria Ștefănescu
- Aurelian Bănică — țăranul cântăreț
- Ștefan Georgescu
- Dumitru Rucăreanu — Mitică, bufetierul satului
- Maria Mazilu
- Vasile Anghel
- Camelia Zorlescu — vecina lui Petre Borcea
- Mișa Soroțchi
- Victorița Dobre
- Ion Albulescu
- Emil Mureșan
- Romulus Vulpescu — călătorul bărbos din tren
- Gheorghița Tudose

## Primire
Filmul a fost vizionat de 1.412.954 de spectatori în cinematografele din România, după cum atestă o situație a numărului de spectatori înregistrat de filmele românești de la data premierei și până la data de 31 decembrie 2014 alcătuită de Centrul Național al Cinematografiei.